# Dmitri Konstantinowitsch Alexejew
Dmitri Konstantinowitsch Alexejew (russisch Дмитрий Константинович Алексеев, wiss. Transliteration Dmitrij Konstantinovič Alexeev; * 10. August 1947 in Moskau) ist ein russischer Pianist.
Dmitri Alexejew studierte am Moskauer Konservatorium und bei Dmitri Baschkirow. In den 1970er Jahren debütierte er mit Auftritten in London, Wien, Chicago und New York.
Alexejews Repertoire, das er zum Teil für Tonträger-Produktionen eingespielt hat, umfasst unter anderem Werke von Robert Schumann, Johannes Brahms, Sergei Prokofjew, Sergei Rachmaninow und Alexander Skrjabin. Alexejew ist außerdem als Liedbegleiter von Barbara Hendricks aufgetreten.

## Auszeichnungen
- 1969: 2. Preis Long-Thibaud-Crespin-Wettbewerb[1]
- 1970: 1. Preis George Enescu International Piano Competition[1]
- 1975: 1. Preis Leeds International Piano Competition[1]